# 火炭站公共運輸交匯處
火炭站公共運輸交匯處（Fo Tan Station Public Transport Interchange），九巴稱火炭站巴士總站（Fo Tan Railway Station Bus Terminus），舊稱「火炭火車站巴士總站」（Fo Tan KCR Station Bus Terminus），簡稱「火炭站」，是一個位於沙田區港鐵火炭站B出口旁的坑狀露天巴士總站，設有一條車坑。
本站各有1條巴士線和小巴路線以此站為總站。
由於此站空間過份狹小，巴士離開車坑後或須倒車出站。

## 歷史
- 1985年2月15日：九廣鐵路火炭站啟用，本巴士總站同時啟用，九巴82K線總站隨即由火炭（山尾街）遷往本站。
- 2010年11月6日：九巴82K線總站由此站遷往黃泥頭，不再途經大涌橋路及火炭工業區一帶及不再停靠本站，自此一度沒有專營巴士路線使用，只有1條專線小巴（新界區專線小巴65K線）使用此總站。
- 2017年1月23日：九巴88X線沙田區總站從沙田站遷至此站，自此重新有專營巴士路線使用。
- 2020年9月7日：九巴285A線投入服務，只於星期一至五（公眾假期除外）早上繁忙時間提供服務，循環往返駿洋邨至此總站。[1]
- 2020年11月7日：九巴88X線總站由此站遷往駿洋邨，不再停靠本站。
- 2025年3月23日，因應本站側星凱·堤岸基座的巴士總站啟用，原有使用本站的專營巴士及專綫小巴路線悉數改以該處為起訖點，不再停靠本站。

## 過往路線
巴士
- 九龍巴士82K線
- 九龍巴士88X線
- 九龍巴士285A線

專線小巴
- 新界區專線小巴65K線

1. ↑  https://www.facebook.com/288919481544156/posts/1014243969011700